# Zhuyin
Zhùyīn Fúhào (注音符號), o "Símbolos para anotar sonidos", a veces abreviado como Zhuyin, o conocido como Bopomofo (ㄅㄆㄇㄈ), debido a las cuatro primeras letras de este alfabeto fonémico chino (bo po mo fo), es el sistema nacional fonético de la República de China para enseñar a las personas a leer, escribir y hablar las lenguas chinas, especialmente el mandarín estándar. El sistema usa 37 símbolos especiales para representar los sonidos del mandarín: 21 consonantes y 16 vocales. Cada símbolo representa un grupo de sonidos sin mucha ambigüedad.

## Historia
La Comisión de la Unificación de la Pronunciación, dirigida por Woo Tsin-hang de 1912 a 1913, creó un sistema llamado Gouyin Zimu (國音字母 «Letras de Pronunciación Nacional») o Zhuyin Zimu (註音字母 o 注音字母 «Letras de anotación de sonidos») que se basaban en la taquigrafía de Zhang Binglin. Un borrador fue presentado el 11 de julio de 1913 por el Ministerio Nacional de Educación de la República de China, pero no fue oficialmente proclamado hasta el 23 de noviembre de 1918. El Zhuyin Zimu fue renombrado a Zhuyin Fuhao en abril de 1930. El uso del Zhuyin Fuhao continuó después de 1949 en Taiwán y las demás islas bajo la soberanía de la República de China. En la China continental, el Zhuyin Fuhao fue reemplazado por el sistema pinyin promulgado por la República Popular de China.
El Ministerio de Educación de la República de China (gobierno en Taiwán) intentó en 1984 eliminar gradualmente el uso del Zhuyin en favor de un sistema basado en caracteres romanos, el MPS II. Sin embargo, esta transición resultó extremadamente difícil, debido a la dificultad en enseñar a los maestros de las escuelas básicas un nuevo sistema romanizado.
Debido a esto, en el año 2000 el gobierno de la República de China finalmente declaró obsoleto al MPS-II. Se prefirió romanizar a través de un nuevo método: Tongyong Pinyin, basado este en Pinyin y la pronunciación del idioma inglés. Sin embargo, al contrario de MPS-II, no hay obligación de enseñarlo.
A la fecha, el Zhuyin sigue siendo de uso oficial en la República de China.

## Origen de los símbolos

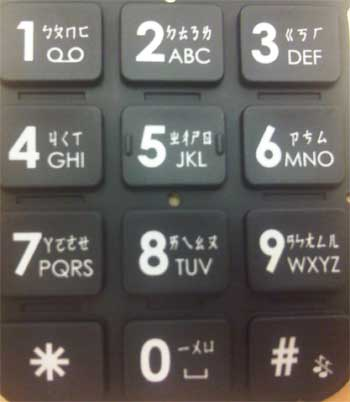
Un teclado telefónico de Taiwán con símbolos zhuyin.

No existe un documento oficial que explique los detalles de los orígenes de los caracteres, pero son fáciles de identificar a partir de caracteres chinos básicos. Los símbolos zhuyin son principalmente fragmentos de caracteres que contienen el sonido que cada símbolo representa. Por ejemplo:
- ㄅ (b) ← 包 (bāo)
- ㄋ (n) ← 乃 (nǎi)
- ㄒ (x) ← 下 (xià)
- ㄙ (s) ← 私 (sī)
- ㄝ (ê) ← 也 (yě)
- ㄞ (ai) ← 亥 (hài)
- ㄟ (ei) ← 飛 (fēi)
- ㄦ (er) ← 兒 (ér)

Unos pocos fueron hechos añadiéndole trazos adicionales, por ejemplo:
- ㄉ (d) ← 刀 (dāo)
- ㄌ (l) ← 力 (lì)
- ㄘ (c) ← 七 (cī, ahora qī)

Unos pocos son virtualmente idénticos a los caracteres chinos aún en uso, por ejemplo:
- ㄧ (i) ← 一 (yī)
- ㄚ (a) ← 丫 (yā)

Muchos son casi idénticos a radicales con mismos sonidos, por ejemplo:
- ㄆ (p) ← 攵 (pū)
- ㄇ (m) ← 冂 (jiōng) que no tiene el mismo sonido, pero existe en 冒 (mào) y 冪 (mì)
- ㄈ (f) ← 匚 (fāng)
- ㄎ (k) ← 丂 (kǎo)
- ㄏ (h) ← 厂 (hǎn)
- ㄗ (z) ← 卩 (zié, ahora jié)
- ㄕ (sh) ← 尸 (shī)
- ㄤ (ang) ← 尢 (wāng)
- ㄩ (ü) ← 凵 (qū)
- ㄡ (ou) ← 又 (yòu)
- ㄖ (r) ← 日 (rì)
- ㄔ (chi) ← 彳 (chì)

Otros símbolos, principalmente vocales, están basados parcial o totalmente en variantes obsoletas de caracteres, por ejemplo:
- ㄅ (b) ← 勹 (bāo); forma antigua de 包
- ㄨ (u) ← 五 (wǔ); probablemente un derivado de la escritura del sello 篆文
- ㄓ (zh) ← 之 (zhī); también un derivado de la variante de la escritura del sello.
- ㄠ (ao) ← 么 (yāo); raíz antigua de 麼

## Zhuyin vs. Tongyong Pinyin y Hanyu Pinyin
El Zhuyin y el Pinyin se basan en las mismas pronunciaciones del Mandarín, por lo que hay prácticamente una correspondencia unívoca entre los dos sistemas. En la tabla de abajo, las columnas del 'zhuyin' y 'pinyin' muestran equivalencia.
【】representa la forma usada en combinación con otros símbolos.
| Zhuyin | Tongyong Pinyin | Hanyu Pinyin  | Wade-Giles    | Ejemplo(Zhuyin, Tongyong) |
| ------ | --------------- | ------------- | ------------- | ------------------------- |
| ㄅ     | b               | b             | p             | 八 (ㄅㄚ, ba)             |
| ㄆ     | p               | p             | p'            | 杷 (ㄆㄚˊ, pa)            |
| ㄇ     | m               | m             | m             | 馬 (ㄇㄚˇ, ma)            |
| ㄈ     | f               | f             | f             | 法 (ㄈㄚˋ, fa)            |
| ㄉ     | d               | d             | t             | 地 (ㄉㄧˋ, di)            |
| ㄊ     | t               | t             | t'            | 提 (ㄊㄧˊ, ti)            |
| ㄋ     | n               | n             | n             | 你 (ㄋㄧˇ, ni)            |
| ㄌ     | l               | l             | l             | 利 (ㄌㄧˋ, li)            |
| ㄍ     | g               | g             | k             | 告 (ㄍㄠˋ, gao)           |
| ㄎ     | k               | k             | k'            | 考 (ㄎㄠˇ, kao)           |
| ㄏ     | h               | h             | h             | 好 (ㄏㄠˇ, hao)           |
| ㄐ     | j               | j             | ch            | 叫 (ㄐㄧㄠˋ, jiao)        |
| ㄑ     | c               | q             | ch'           | 巧 (ㄑㄧㄠˇ, ciao)        |
| ㄒ     | s               | x             | hs            | 小 (ㄒㄧㄠˇ, siao)        |
| ㄓ     | jhih 【jh】     | zhi 【zh】    | chih 【ch】   | 主 (ㄓㄨˇ, jhu)           |
| ㄔ     | chih 【ch】     | chi 【ch】    | ch'ih 【ch'】 | 出 (ㄔㄨ, chu)            |
| ㄕ     | shih 【sh】     | shi 【sh】    | shih 【sh】   | 束 (ㄕㄨˋ, shu)           |
| ㄖ     | rih 【r】       | ri 【r】      | jih 【j】     | 入 (ㄖㄨˋ, ru)            |
| ㄗ     | zih 【z】       | zi 【z】      | tzû 【ts】    | 在 (ㄗㄞˋ, zai)           |
| ㄘ     | cih 【c】       | ci 【c】      | tz'û 【ts'】  | 才 (ㄘㄞˊ, cai)           |
| ㄙ     | sih 【s】       | si 【s】      | ssû 【s】     | 塞 (ㄙㄞ, sai)            |
| ㄧ     | yi 【i】        | yi 【i】      | yi 【i】      | 逆 (ㄋㄧˋ, ni)            |
| ㄨ     | wu 【u】        | wu 【u】      | wu 【u】      | 努 (ㄋㄨˇ, nu)            |
| ㄩ     | yu 【u, yu】    | yu 【u, ü】   | yü 【ü】      | 女 (ㄋㄩˇ, nyu)           |
| ㄚ     | a               | a             | a             | 大 (ㄉㄚˋ, da)            |
| ㄛ     | o               | o             | o             | 多 (ㄉㄨㄛ, duo)          |
| ㄜ     | e               | e             | e             | 得 (ㄉㄜˊ, de)            |
| ㄝ     | e               | ê             | eh            | 爹 (ㄉㄧㄝ, die)          |
| ㄞ     | ai              | ai            | ai            | 晒 (ㄕㄞˋ, shai)          |
| ㄟ     | ei              | ei            | ei            | 誰 (ㄕㄟˊ, shei)          |
| ㄠ     | ao              | ao            | ao            | 少 (ㄕㄠˇ, shao)          |
| ㄡ     | ou              | ou            | ou            | 收 (ㄕㄡ, shou)           |
| ㄢ     | an              | an            | an            | 山 (ㄕㄢ, shan)           |
| ㄣ     | en              | en            | en            | 申 (ㄕㄣ, shen)           |
|        | yin 【in】      | yin 【in】    | yin 【in】    | 音 (ㄧㄣ, yin)            |
|        | wun 【un】      | wen 【un】    | wen 【un】    | 文 (ㄨㄣˊ, wun)           |
|        | yun 【un, yun】 | yun 【un】    | yün 【ün】    | 韻 (ㄩㄣˋ, yun)           |
| ㄤ     | ang             | ang           | ang           | 上 (ㄕㄤˋ, shang)         |
| ㄥ     | eng             | eng           | eng           | 生 (ㄕㄥ, sheng)          |
|        | ying 【ing】    | ying 【ing】  | ying 【ing】  | 英 (ㄧㄥ, ying)           |
|        | wong 【ong】    | weng 【ong】  | ng 【ung】    | 翁 (ㄨㄥ, wong)           |
|        | yong            | yong 【iong】 | yung 【iung】 | 永 (ㄩㄥˇ, yong)          |
| ㄦ     | er              | er            | erh           | 而 (ㄦˊ, er)              |

Caracteres dialectales que se usan para escribir sonidos que no se encuentran en el Mandarín estándar.
| Símbolo | Nombre | Símbolo | Nombre | Símbolo | Nombre |
| ------- | ------ | ------- | ------ | ------- | ------ |
| ㄪ      | V      | ㄫ      | Ng     | ㄬ      | Gn     |

Bopomofo extendido para Min-nan y Hakka.
| Símbolo | Nombre | Símbolo | Nombre | Símbolo | Nombre | Símbolo | Nombre  |
| ------- | ------ | ------- | ------ | ------- | ------ | ------- | ------- |
| ㆠ      | Bu     | ㆦ      | Oo     | ㆬ      | Im     | ㆲ      | Ong     |
| ㆡ      | Zi     | ㆧ      | Onn    | ㆭ      | Ngg    | ㆳ      | Innn    |
| ㆢ      | Ji     | ㆨ      | Ir     | ㆮ      | Ainn   | ㆴ      | P Final |
| ㆣ      | Gu     | ㆩ      | Ann    | ㆯ      | Aunn   | ㆵ      | T Final |
| ㆤ      | Ee     | ㆪ      | Inn    | ㆰ      | Am     | ㆶ      | K Final |
| ㆥ      | Enn    | ㆫ      | Unn    | ㆱ      | Om     | ㆷ      | H Final |